# 파사쿠아트루

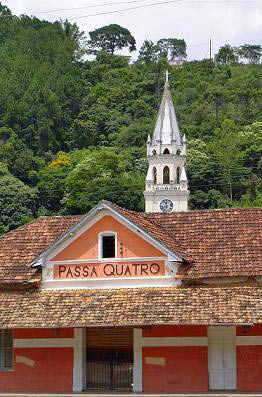
파사쿠아트루

파사쿠아트루(포르투갈어: Passa Quatro)는 브라질 미나스제라이스주의 도시로 면적은 277km2, 인구는 14,485명(2000년 기준), 인구 밀도는 55.23명/km2이다.